# Onda capillare

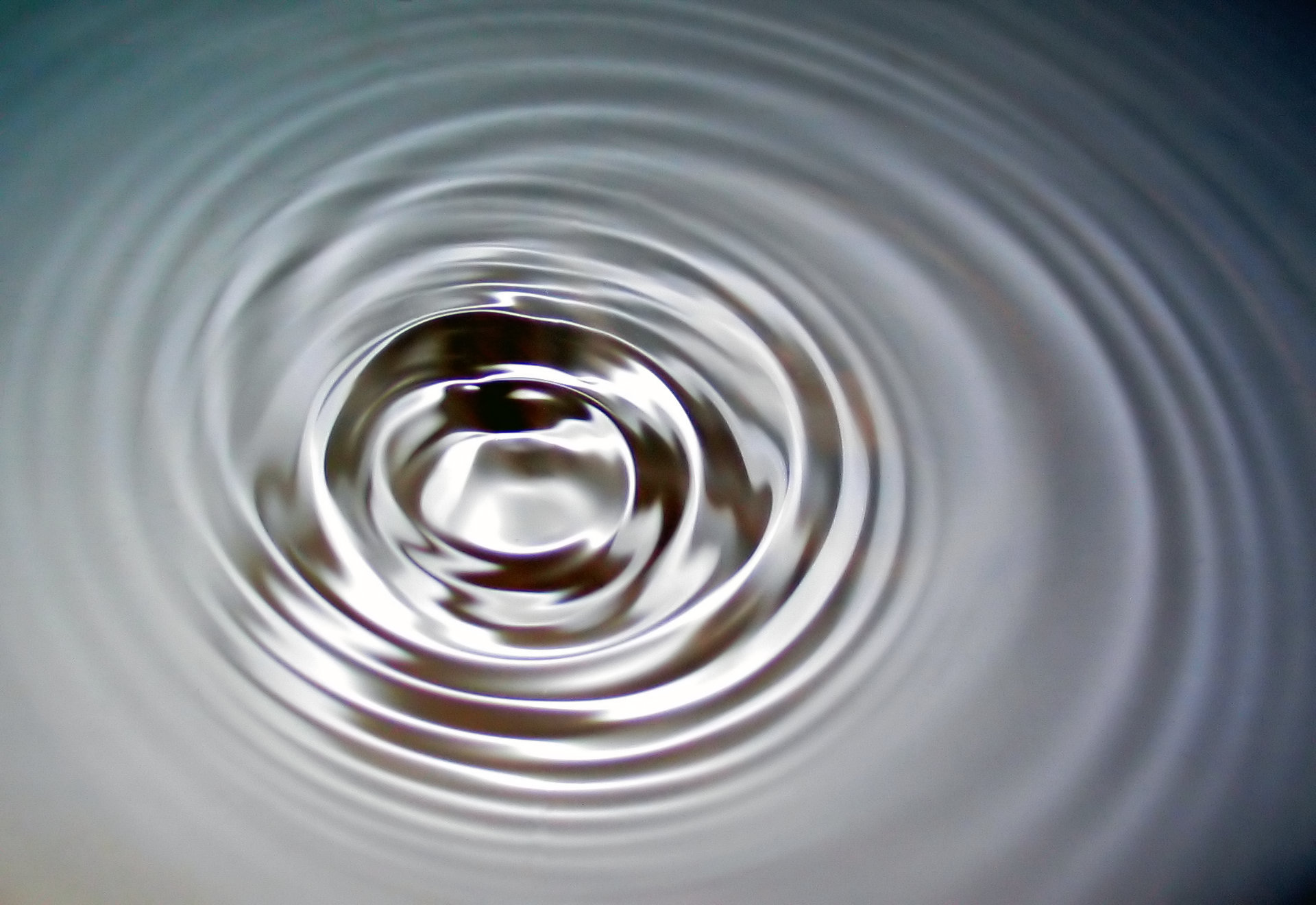
Onde capillari o increspature nell'acqua.

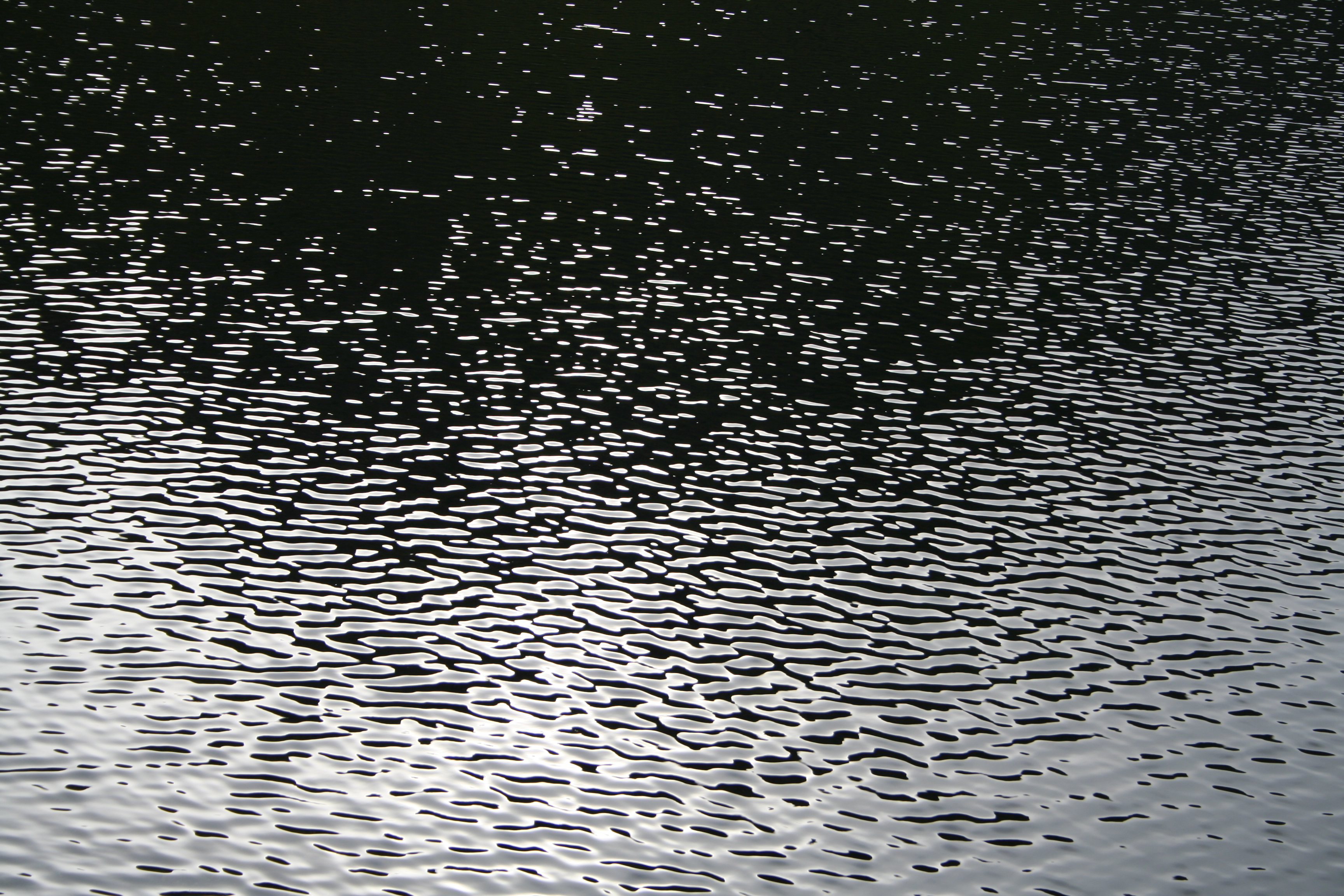
Increspature nel Lifjord a Øksnes, Norvegia

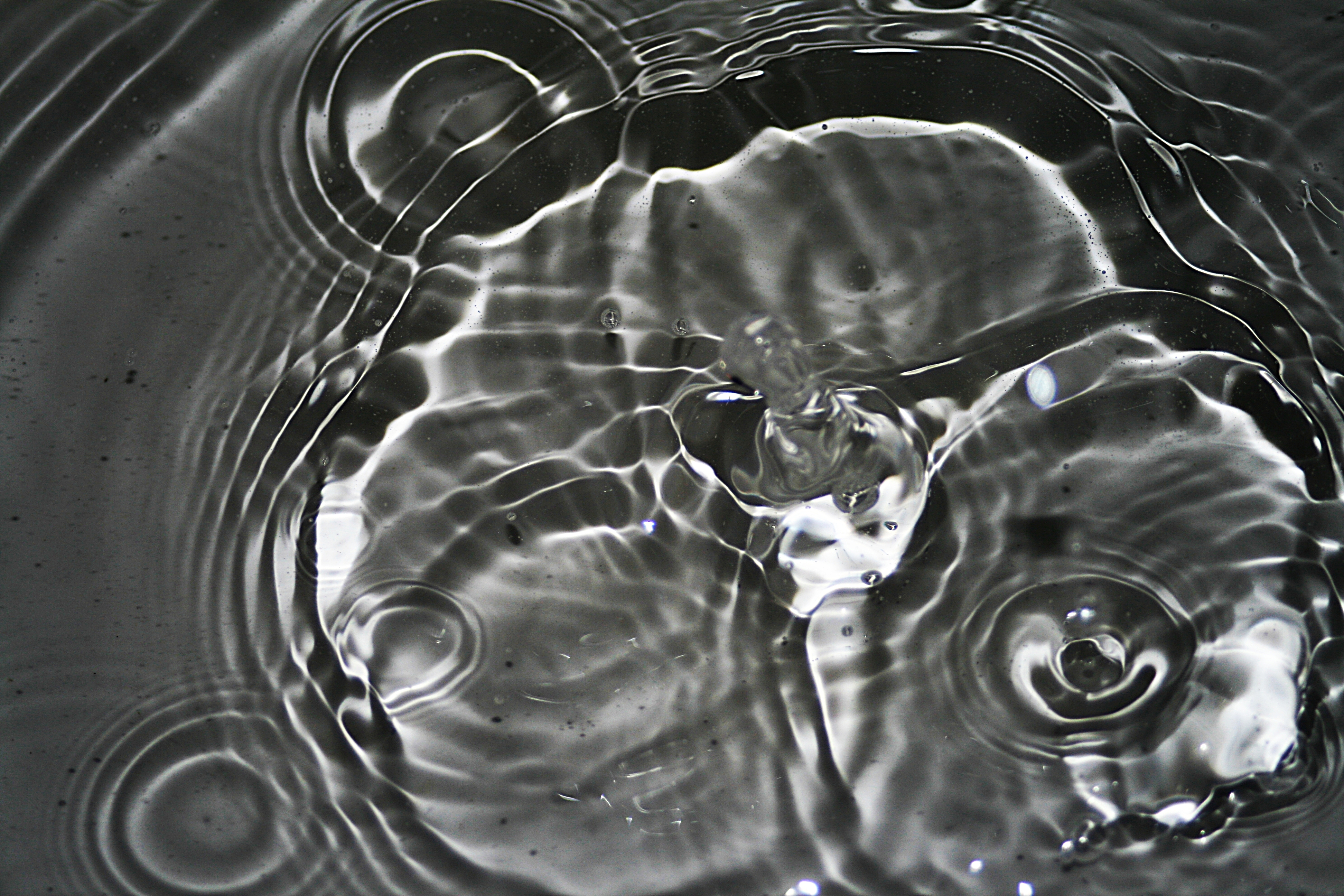
Onde capillari prodotte dall'impatto delle goccioline all'interfaccia tra acqua e aria con il tipico aspetto detto a zampa di gatto.

Un'onda capillare è un'onda che si propaga al confine di fase di un fluido e la cui dinamica è dominata dagli effetti della tensione superficiale.
Le onde capillari, indicate a volte anche come increspature, sono piuttosto frequenti in natura. La loro lunghezza d'onda in acqua è in genere di pochi centimetri e la velocità di propagazione compresa entro 10-20 centimetri al secondo.
Nella terminologia nautica, quando sono generate da venti leggeri in acque aperte, vengono designate a zampa di gatto a causa del loro aspetto che ricorda questo tipo di impronta. Anche le brezze leggere che provocano piccole increspature vengono talvolta definite zampa di gatto.
In mare aperto, grandi onde superficiali e moto ondoso possono essere il risultato della coalescenza di onde capillari più piccole. Un'onda di gravità capillare all'interfaccia di un fluido è influenzata sia da effetti di tensione superficiale e gravità, che dall'inerzia del fluido.

## Formalismo matematico
La relazione di dispersione per le onde capillari è:
{\displaystyle \omega ^{2}={\frac {\sigma }{\rho +\rho '}}\,|k|^{3},}
dove ω è la frequenza angolare, σ la tensione superficiale, ρ la densità del fluido più pesante, ρ' la densità del fluido più leggero e k il numero d'onda. La lunghezza d'onda è
{\displaystyle \lambda ={\frac {2\pi }{k}}.}
Per l'interfaccia tra fluido e vuoto (superficie libera), la relazione di dispersione si riduce a 
{\displaystyle \omega ^{2}={\frac {\sigma }{\rho }}\,|k|^{3}.}